# Prací prostředek

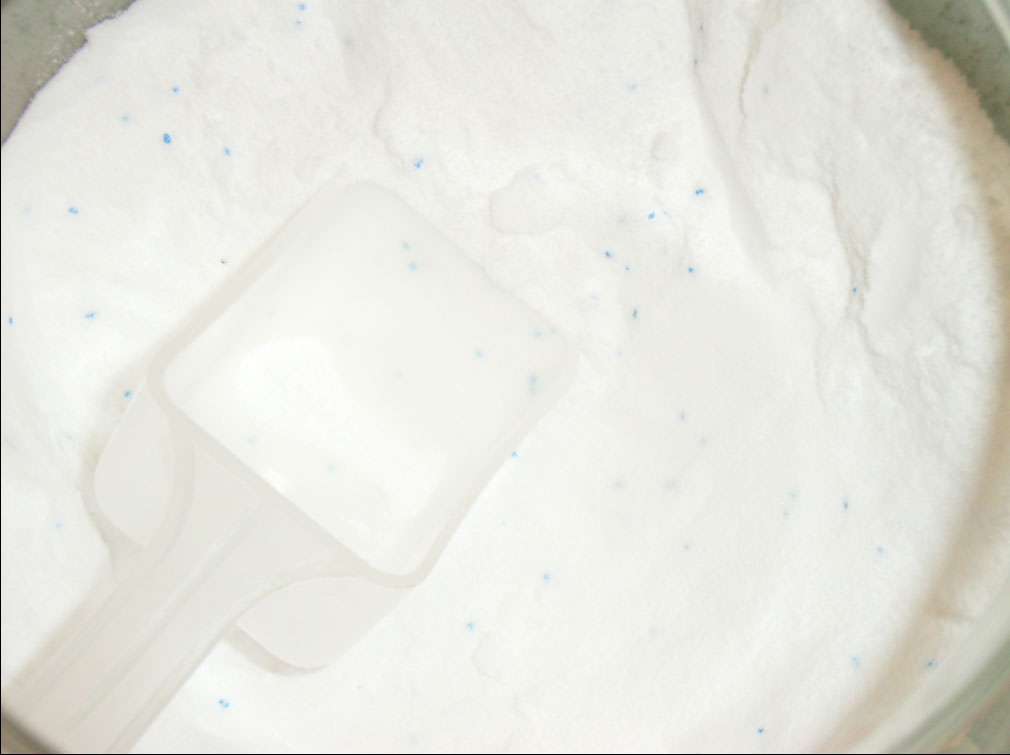
Práškový prací prostředek

Prací prostředek (též nepřesně prací prášek) je chemická látka s detergentními účinky, která se přidává do vody, aby pomohla lépe vyprat prádlo. Prací prostředek míval tradičně formu prášku nebo granulí, ale postupem času se častěji používá tekutá forma. Některé značky pracích prostředků se vyrábějí také jako tablety nebo rozpustné balíčky, což odstraňuje potřebu pokaždé odměřovat potřebnou dávku prostředku. Ve státech, kde se častěji pere ručně, jsou oblíbenější prostředky ve formě tabulek. Na popularitě získávají prací prostředky, které jsou přátelské k životnímu prostředí.

## Balení a velikosti
Prací prostředky v tuhé formě se obvykle prodávají v kartonových krabicích nebo plastových nádobách různých velikostí. V mnoha částech světa jsou běžné i balíčky nebo sáčky na jedno použití. Někdy se do krabice přidává plastová odměrka.
Tekuté prací prostředky se prodávají v plastových láhvích, obvykle z vysokohustotního polyethylenu, případně polyethylentereftalátu (PET) nebo jiných podobných plastů. Velikosti jsou opět různé. Velké láhve mívají ucha (držadla) pro snadné přenášení. Uzávěr láhve bývá dostatečně velký, aby se dal použít jako odměrka.
V 90. letech 20. století se staly populárními dávkovací koule, které se objevily jako způsob propagace tekutých pracích prostředků. Argumentem pro ně bylo, že když se dá prací prostředek do dávkovače v pračce, ne všechen se dostane do prací lázně. Když se však nalije do dávkovací koule a ta se vloží přímo na prádlo, ztráty prostředku se prakticky odstraní. Tyto dávkovací koule se postupně staly sofistikovanější, včetně použití kuliček umožňujících předpírku. Jednou z nevýhod dávkovacích koulí byl hluk, proto bývají novější koule potahovány měkčím plastem.
Méně známou formou pracího prášku je prací prášek v listu. Jedná se o prášek slisovaný do podoby připomínající list papíru.

## Dopady na životní prostředí
V 60. letech 20. století vedli výrobci pracích prostředků reklamní válku o to, kdo bude mít trvanlivější prostředky. Detergentní sloučeniny se rychle objevily ve vodách - potocích, řekách, jezerech, dokonce i pod Niagarskými vodopády, kde pěna z tenzidů dosahovala 2,5 metru vysoko.
Prací prostředky mohou také obsahovat fosfátová aditiva, která změkčují vodu a zvyšují tak účinnost detergentních molekul. Udává se, že v období 1940-70 stouplo množství fosfátů v městských odpadních vodách z 20 na 150 tisíc tun ročně.
Se stoupajícím množstvím fosfátů se v důsledku vysokého množství fosforu ve vodě podstatně zvyšoval růst vodního květu a tento spotřebovával většinu kyslíku ve vodách, což škodilo rybám a rostlinám.

### Mýdlové ořechy
Mýdlové ořechy jsou plody stromu mýdelníku. Výrobci a distributoři mýdlových ořechů o nich tvrdí, že jsou jednou z nejlepších (po stránce přátelskosti k životnímu prostředí) alternativ ke komerčním pracím prostředkům, ale nezávislý test ukázal, že v porovnání s běžnými pracími prostředky „nemají žádný nebo jen minimální prací účinek“. Výsledek praní s mýdlovými ořechy je „přibližně stejný jako při praní v čisté vodě o teplotě 40 °C“. Navíc je diskutabilní, zda lze vůbec ořechy zařadit mezi ekologické, protože se dovážejí až z indického subkontinentu.